# Salomonsolfjäderstjärt
För arten Rhipidura cockerelli, se vitvingad solfjäderstjärt.
Salomonsolfjäderstjärt (Rhipidura rufofronta) är en fågel i familjen solfjäderstjärtar inom ordningen tättingar.

## Utseende och läte
Salomonsolfjäderstjärt är en liten tätting med en lång och ljusspetsad stjärt. Den är varmt brunorange på pannan, övergumpen och stjärtroten. Ovansidan är brun och undersidan ljus, med svartfläckat bröst. Fåglar på ön Uki har svart strupe, medan de på Santa Ana och Makira är i genomsnitt ljusare och varmare brun på ryggen. Sången är ljus och klingande, ofta med fallande mönster.

## Utbredning och systematik
Salomonsolfjäderstjärt förekommer i ögruppen Salomonöarna. Den delas in i sju underarter med följande utbredning:
- Rhipidura rufofronta commoda – Buka i Papua Nya Guinea till Santa Isabel i Salomonöarna
- Rhipidura rufofronta rufofronta – Guadalcanal
- Rhipidura rufofronta granti – centrala Salomonöarna kring New Georgia
- Rhipidura rufofronta brunnea – Malaita
- Rhipidura rufofronta russata – San Cristóbal
- Rhipidura rufofronta kuperi – Santa Anna
- Rhipidura rufofronta ugiensis – Ugi

Tidigare kategoriserades den som del av rostgumpad solfjäderstjärt (R. rufifrons) och vissa gör det fortfarande. Sedan 2023 urskiljs den dock som egen art av IOC och eBird/Clements.

## Levnadssätt
Salomonsolfjäderstjärt hittas i beskogade miljöer, från kusten upp i bergstrakter. Den födosöker aktivt och breder då ofta ut och reser stjärten.

## Status
IUCN erkänner den ännu inte som art, varför dess hotstatus inte bestämts.